# Ruske kraje ukrajinskega žita (2022)
Med rusko invazijo na Ukrajino leta 2022 so ruske enote v okupiranih regijah Ukrajine, za katere Rusija trdi da so del njene države, kmetom sistematično kradle žito in druge kmetijske proizvode. Po podatkih ukrajinskega ministrstva za obrambo je bilo od sredine maja 2022 iz Ukrajine ukradenih in izvoženih najmanj 400.000 ton žita. Študija Kijevske šole za ekonomijo je izračunala, da je ruska invazija v ukrajinskem kmetijskem sektorju povzročila za 4,3 milijarde dolarjev škode v obliki uničene opreme, poškodovane zemlje in nepobranih pridelkih. Rusija je krajo ukrajinskega žita zanikala kot »lažne in neargumentirane«.
Oktobra 2022 se je obsežna kraja ukrajinskega žita nadaljevala in vključevala tako zasebna podjetja kot ruske državne operaterje. Nekaj ukradenega žita je bilo opranega s transportom in mešanjem z zakonitim blagom. Financial Times je ruskega poslovneža Nikito Busela, generalnega direktorja vladnega državnega žitnega operaterja, identificiral kot eneo izmed vodij operacije.

## Do leta 2022
Od leta 2014 dalje je v Rusijo iz samooklicanih DLR in LLR prihajalo žito. Po poročanju BBC so posredniki prevažali žito od donbaških kmetov v Rusijo, šli čez carinske postopke, vse pa je bilo plačano z bančnimi nakazili preko ruskih bank. Žito so raztovarjali v skladiščih ruskih kupcev, ti pa so žito prodajali kot rusko.